# Sinolinyphia
Sinolinyphia is een geslacht van spinnen uit de familie hangmatspinnen (Linyphiidae).

## Soorten
De volgende soorten zijn bij het geslacht ingedeeld:
- Sinolinyphia henanensis (Hu, Wang & Wang, 1991)